# Allmän sammankomst
Allmän sammankomst är enligt den svenska ordningslagen (1993:1617):
1. sammankomster som utgör demonstrationer eller som annars hålls för överläggning, opinionsyttring eller upplysning i allmän eller enskild angelägenhet
2. föreläsningar och föredrag som hålls för undervisning eller för att meddela allmän eller medborgerlig bildning
3. sammankomster som hålls för religionsutövning
4. teaterföreställningar, biografföreställningar, konserter och andra sammankomster för att framföra konstnärligt verk
5. andra sammankomster vid vilka mötesfriheten utövas

För att en sammankomst skall anses som allmän krävs att den anordnas för allmänheten eller att allmänheten har tillträde till den eller att sammankomsten med hänsyn till de villkor som gäller för tillträde till den bör anses jämställd med en sådan sammankomst.

## Offentlig tillställning
Ett allmänt/offentligt arrangemang som främst är ett nöjes- eller förströelserelaterat evenemang beskrivs i svensk lag istället som en offentlig tillställning. Detta handlar om arrangemang som inte räknas in i begreppet allmän sammankomst eller cirkusföreställning. Detta till trots kan exempelvis föreläsningar/föredrag räknas in i båda kategorierna.